# Sông Kim Sa

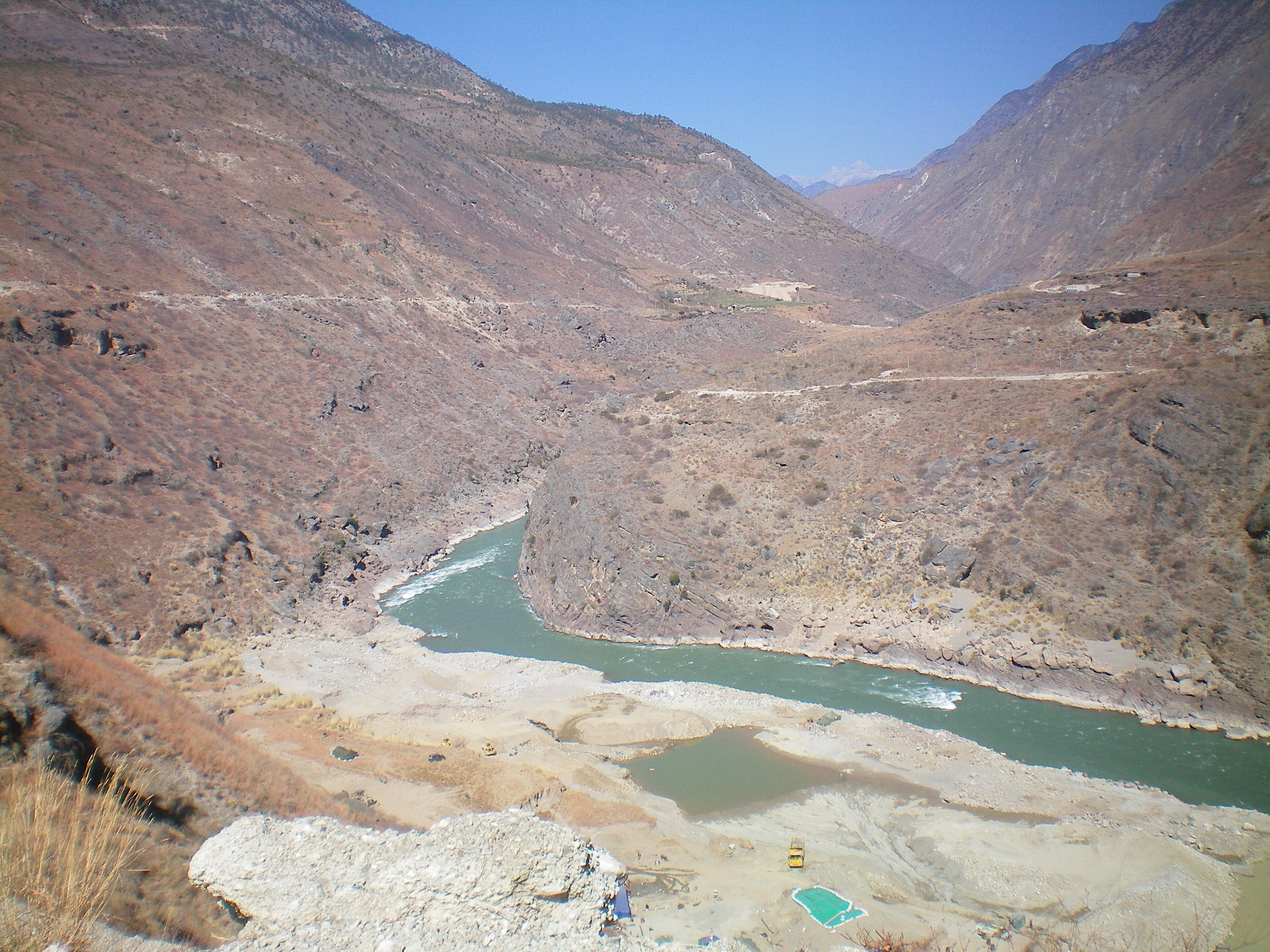
Một đoạn sông Kim Sa trong tỉnh Vân Nam.

Sông Kim Sa (金沙江, Hán Việt: Kim Sa giang) là một đoạn thượng du sông Trường Giang từ cửa sông Ba Đường trong huyện Ngọc Thụ của tỉnh Thanh Hải đến cửa sông Dân Giang trong địa cấp thị Nghi Tân của tỉnh Tứ Xuyên, còn từ Nghi Tân trở xuống mới chính thức gọi là Trường Giang. Sông Kim Sa có chiều dài 2.308 km, diện tích lưu vực đạt 340.000 km² và tổng độ cao hạ thấp xuống là 3.300 m.
Sông Kim Sa chảy trong khu vực dãy núi Ninh Tĩnh và Lỗ Lý, dọc theo ranh giới Tây Tạng và Tứ Xuyên, đến khu vực thuộc huyện tự trị người Nạp Tây Ngọc Long thì chuyển hướng chảy theo hướng bắc, chia cắt cao nguyên tạo thành hẻm núi Hổ Khiêu (Hổ Khiêu Hiệp) nổi tiếng, là hẻm núi sâu nhất thế giới, với độ chênh lệch hai đầu đạt tới 3.300 m. Vì thế hai bờ rất dốc và nước chảy xiết.
Trong một thời gian dài người ta coi sông Kim Sa là một chi lưu của sông Trường Giang, mãi cho đến thời Minh, sau khi khảo sát thực địa thì Từ Hà Khách (徐霞客, 1587-1641) mới đề xuất coi sông Kim Sa là dòng chính (chính nguyên) của sông Trường Giang. Ngày nay nó được coi là dòng chính của sông Trường Giang, mặc dù sông Nhã Lung và sông Dân đôi khi được coi là dòng chính trước khi có sự ra đời của địa lý hiện đại. Theo truyền thống nó được coi là bắt đầu tại nơi hợp lưu của sông Thông Thiên và sông Ba Đường gần nhai đạo Gyêgu trong tỉnh Thanh Hải.

## Tên gọi
Cách sách vở thời Chiến Quốc như thiên Vũ cống của Thượng Thư, Sơn hải kinh đều có ghi chép về Hắc Thủy (黑水), khả năng là tên gọi để chỉ sông Kim Sa thời đó, nhưng tất cả các chỉ dẫn đều khá mơ hồ và nhiều tranh luận sau này đã diễn ra nhưng không thể dẫn tới đồng thuận. Phần Địa lý chí trong Hán thư gọi sông Kim Sa là Thằng Thủy (繩水). Thuyết văn giải tự gọi đoạn từ nơi hợp lưu với sông Nhã Lung về thượng du của sông Kim Sa là Yêm Thủy (淹水, nghĩa đen là sông nhiều nước), do đoạn từ nơi hợp lưu với sông Nhã Lung về hạ du của sông Kim Sang có ít nước và được gọi là Nhược Thủy (若水). Đến thời Tam Quốc sông Kim Sa được gọi là Lô Thủy (瀘水). Giả Đam truyện trong Cựu Đường thư gọi sông Kim Sa là Lệ Thủy (麗水), các tên gọi khác trong thời Đường còn có Lệ Giang (麗江) hoặc Thần Xuyên (神川).
Từ thời Tống đến nay nó được gọi là Kim Sa giang. Mặc dù tên gọi này nói chung được hiểu theo nghĩa đen là "cát vàng" hay "sông cát vàng", nhưng tên gọi này không mang tính chất thi ca hay mô tả về màu sắc của hai bờ sông mà 金沙 trên thực tế là để nói tới vàng sa khoáng hay vàng bồi tích mà ngay cả ngày nay đôi khi người ta vẫn còn đãi từ con sông này.